# Índice de preços
Um Índice de preços (plural: “índices de preços”) é uma média normalizada (tipicamente uma média ponderada) de relativos de preços para uma determinada classe de bens ou serviços em uma determinada região, durante um determinado intervalo de tempo. É uma estatística projetada para ajudar a comparar como esses parentes de preços, tomados como um todo, diferem entre períodos de tempo ou localizações geográficas.
Os índices de preço têm vários usos potenciais. Para índices particularmente amplos, pode-se dizer que o índice mede o nível de preços da economia ou o custo de vida. Índices de preços mais estreitos podem ajudar os produtores nos planos de negócios e nos preços. Às vezes, eles podem ser úteis para ajudar a orientar o investimento.
Alguns notáveis índices de preços:
- Índice de preços ao consumidor
- Índice de preços de alimentos
- Índice de preços do produtor
- Índice do custo de emprego
- O índice de preços de exportação
- O índice de preços de importação
- Deflator do PIB

## A história do início dos índices de preços
Não há nenhum consenso claro sobre quem criou o primeiro índice de preços. As primeiras pesquisas documentadas pertenceram ao galês Rice Vaughan, que examinou a mudança no nível de preços em seu livro A Discourse of Coin and Coinage, de 1675. Vaughan queria separar o impacto inflacionário do influxo de metais preciosos trazido pela Espanha do Novo Mundo do efeito devido à desvalorização monetária. Vaughan comparou os regulações dos salários do seu próprio tempo aos do tempo de Eduardo . Argumentou que o mercado de trabalho básico não oscilava muito com o tempo e que o salário de um trabalhador básico provavelmente compraria a mesma quantidade de bens em diferentes períodos de tempo, de modo que o salário de um trabalhador funcionasse como uma cesta de bens. A análise de Vaughan indicou que os níveis de preços na Inglaterra aumentaram de seis a oito vezes no século anterior.

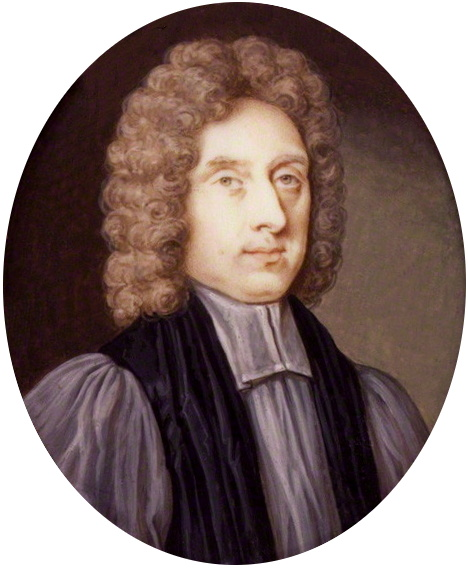
William Fleetwood

Enquanto Vaughan pode ser considerado um precursor da pesquisa de índice de preços, sua análise não envolve realmente o cálculo de um índice. Em 1707, o inglês William Fleetwood criou talvez o primeiro verdadeiro índice de preços. Um estudante de Oxford que estava prestes a perder sua bolsa devido a uma regra quatrocentista que impedia estudantes com rendimento anual superior a cinco libras de a receber, pediu a Fleetwood para o ajudar a mostrar como os preços haviam mudado. Fleetwood, que já tinha interesse em mudança de preço, coletou uma grande quantidade de dados de preços que remontam a centenas de anos. Fleetwood propôs um índice que consistia em relativos de preços médios e usou seus métodos para mostrar que o valor de cinco libras havia mudado muito ao longo de 260 anos. Ele argumentou em nome dos estudantes de Oxford e publicou suas descobertas anonimamente em um volume intitulado Chronicon Preciosum.

## Cálculo formal
Dado um conjunto {\displaystyle C} de bens e serviços, o valor total de mercado das operações em {\displaystyle C} em algum período {\displaystyle t} seria
{\displaystyle \sum _{c\,\in \,C}(p_{c,t}\cdot q_{c,t})}
onde:
{\displaystyle p_{c,t}\,} representa o preço vigente de {\displaystyle c} no período de {\displaystyle t}
{\displaystyle q_{c,t}\,} representa a quantidade de {\displaystyle c} vendidos no período de {\displaystyle t}
Se, em dois períodos {\displaystyle t_{0}} e {\displaystyle t_{n}}, as mesmas quantidades de cada bem ou serviço vendido, mas em diferentes preços, em seguida,
{\displaystyle q_{c,t_{n}}=q_{c}=q_{c,t_{0}}\,\forall c}
e
{\displaystyle P={\frac {\sum (p_{c,t_{n}}\cdot q_{c})}{\sum (p_{c,t_{0}}\cdot q_{c})}}}
seria uma medida razoável do preço do conjunto em um período em relação ao do outro, e forneceria um índice medindo os preços relativos em geral, ponderados pelas quantidades vendidas.
É claro que, para qualquer finalidade prática, as quantidades compradas raramente são idênticas em qualquer período. Como tal, esta não é uma fórmula de índice muito prática.
Poderíamos ser tentados a modificar a fórmula ligeiramente para:
{\displaystyle P={\frac {\sum (p_{c,t_{n}}\cdot q_{c,t_{n}})}{\sum (p_{c,t_{0}}\cdot q_{c,t_{0}})}}}
Este novo índice, no entanto, não faz nada para distinguir o crescimento ou a redução nas quantidades vendidas das variações de preço. Para ver isso, considere o que acontece se todos os preços dobrarem entre {\displaystyle t_{0}} e {\displaystyle t_{n}}, enquanto as quantidades permanecer o mesmo: {\displaystyle P} será duplo. Agora considere o que acontece se todas as quantidades de casal entre {\displaystyle t_{0}} e {\displaystyle t_{n}} enquanto todos os preços permanecem os mesmos: {\displaystyle P} será duplo. Em qualquer caso, a alteração no {\displaystyle P} é idêntico. Como tal, {\displaystyle P} é tanto uma quantidade de índice como é um preço de índice.
Vários índices têm sido construídos em uma tentativa de compensar esta dificuldade.

### Índices de preços de Paasche e Laspeyres
Os dois mais básicos, fórmulas utilizadas para calcular os índices de preços são o índice de Paasche (após o economista Hermann Paasche pronúncia em alemão: [ˈpaːʃɛ]) e o índice de Laspeyres (após o economista Etienne Laspeyres pronúncia em alemão: [lasˈpejres]).
O índice de Paasche é calculado como
{\displaystyle P_{P}={\frac {\sum (p_{c,t_{n}}\cdot q_{c,t_{n}})}{\sum (p_{c,t_{0}}\cdot q_{c,t_{n}})}}}
enquanto o índice de Laspeyres é calculado como
{\displaystyle P_{L}={\frac {\sum (p_{c,t_{n}}\cdot q_{c,t_{0}})}{\sum (p_{c,t_{0}}\cdot q_{c,t_{0}})}}}
onde {\displaystyle P} é o índice relativo dos níveis de preços em dois períodos, {\displaystyle t_{0}} é o período-base (normalmente o primeiro ano), e {\displaystyle t_{n}} o período para o qual o índice é calculado.
Note que a única diferença em fórmulas é que a primeira utiliza período de n quantidades, enquanto o último utiliza período-base (período 0) quantidades.
Quando aplicado a pacotes de consumidores individuais, um índice de Laspeyres de 1 declararia que um agente no período atual pode comprar o mesmo pacote que consumiu no período anterior, dado que a renda não mudou; Um índice Paasche de 1 declararia que um agente poderia ter consumido o mesmo pacote no período base que está consumindo no período atual, dado que a renda não mudou.
Assim, pode-se pensar no índice de Paasche como aquele em que o numeraire é o pacote de bens usando os preços do ano atual e as quantidades do ano atual. Da mesma forma, o índice de Laspeyres pode ser considerado como um índice de preços que considera o pacote de mercadorias usando os preços atuais e as quantidades do período base como o número.
O índice de Laspeyres tende a superestimar a inflação (numa estrutura de custo de vida), enquanto o índice de Paasche tende a subestimá-la, porque os índices não explicam o fato de que os consumidores geralmente reagem às mudanças de preço alterando as quantidades que compram. Por exemplo, se os preços sobem para bom c  então, ceteris paribus, quantidades desse bem devem diminuir.

### Índices Lowe
Muitos índices de preços são calculados com o procedimento do índice Lowe, que às vezes é chamado de índice "Laspeyres modificado". "Um índice de preços Lowe é distinto do índice de um Laspeyres pela separação do período de referência de peso (ou base de despesa) e período de referência de preço (ou link)."  Os índices de Lowe são assim chamados em honra ao economista Joseph Lowe. A maioria dos índices IPC e índices de custo de emprego da Statistics Canada, do Bureau de Estatísticas do Trabalho dos EUA e de muitos outros escritórios nacionais de estatística são índices Lowe.

### Índice Fisher e índice de Marshall–Edgeworth
Um terceiro índice, o índice Marshall-Edgeworth (nomeado para os economistas Alfred Marshall e Francis Ysidro Edgeworth), tenta superar esses problemas de sub e superestimação usando as médias aritméticas das quantidades:
{\displaystyle P_{ME}={\frac {\sum [p_{c,t_{n}}\cdot {\frac {1}{2}}\cdot (q_{c,t_{0}}+q_{c,t_{n}})]}{\sum [p_{c,t_{0}}\cdot {\frac {1}{2}}\cdot (q_{c,t_{0}}+q_{c,t_{n}})]}}={\frac {\sum [p_{c,t_{n}}\cdot (q_{c,t_{0}}+q_{c,t_{n}})]}{\sum [p_{c,t_{0}}\cdot (q_{c,t_{0}}+q_{c,t_{n}})]}}}
Um quarto, o índice de Fisher (após o economista Americano Irving Fisher), também conhecido como índice ideal, é calculado como a média geométrica de {\displaystyle P_{P}} e {\displaystyle P_{L}}:
{\displaystyle P_{F}={\sqrt {P_{P}\cdot P_{L}}}}
No entanto, não podemos garantir que existe com o Marshall–Edgeworth índice ou do índice de Fisher que o exagero e eufemismo exatamente cancelar o outro.
Embora esses índices foram introduzida para fornecer geral de medição de preços relativos, em última análise, nenhum método mede a imperfeições de qualquer destes índices (Paasche, Laspeyres, Fisher, ou Marshall–Edgeworth) contra a realidade.[carece de fontes?]

### Práticas de medição considerações

#### A normalização de índice números
Os índices de preços são representados como números de índice , valores numéricos que indicam mudança relativa, mas não valores absolutos (ou seja, um valor de índice de preço pode ser comparado a outro ou a uma base, mas o número não tem significado). Os índices de preço geralmente selecionam um ano base e fazem com que esse índice seja igual a 100. Todos os outros anos são expressos como uma porcentagem desse ano base. Neste exemplo, let 2000 seja o ano base:
- 2000: original o valor do índice foi $2.50; $2.50/$2.50 = 100%, assim que o novo valor de índice é de 100
- 2001: original o valor do índice foi $2.60; $2.60/$2.50 = 104%, assim que o novo valor do índice é de 104
- 2002: original o valor do índice foi $2.70; $2.70/$2.50 = 108%, assim que o novo valor do índice é de 108
- 2003: original o valor do índice foi $2.80; $2.80/$2.50 = 112%, assim que o novo valor do índice é 112

Quando um índice já foi normalizado desta forma, o significado do número 112, por exemplo, é que o custo total para a cesta de bens é de 4% a mais em 2001, 8% a mais que em 2002, 12% a mais em 2003 do que no ano-base (no caso, 2000).

#### Relativa facilidade de calcular o índice de Laspeyres
Como pode ser visto nas definições acima, se um já tiver dados de preço e quantidade (ou, alternativamente, dados de preço e despesas) para o período base, calcular o índice de Laspeyres para um novo período requer apenas novos dados de preço. Em contraste, o cálculo de muitos outros índices (por exemplo, o índice Paasche) para um novo período requer novos dados de preço e novos dados de quantidade (ou alternativamente, novos dados de preço e novos dados de despesa) para cada novo período. Coletar somente novos dados de preço é geralmente mais fácil do que coletar novos dados de preço e novos dados de quantidade, então calcular o índice de Laspeyres para um novo período tende a exigir menos tempo e esforço do que calcular esses outros índices para um novo período.
Na prática, os índices de preços regularmente compiladas e lançadas pelas agências estatísticas nacionais são do tipo Laspeyres, devido ao acima mencionado, como dificuldades na obtenção de dados da quantidade ou da despesa do atual período.

#### O cálculo de índices a partir dos dados de despesas
Às vezes, especialmente para agregação de dados, os dados de despesas estão mais facilmente disponíveis do que a quantidade de dados.Para esses casos, os índices podem ser formulados em termos de preços relativos e ano base de gastos, ao invés de quantidades.
Aqui está uma reformulação para o índice de Laspeyres:
Deixe {\displaystyle E_{c,t_{0}}} a despesa total em boas c no período-base, em seguida, (por definição), temos
{\displaystyle E_{c,t_{0}}=p_{c,t_{0}}\cdot q_{c,t_{0}}}
e, portanto, também
{\displaystyle {\frac {E_{c,t_{0}}}{p_{c,t_{0}}}}=q_{c,t_{0}}}.
Podemos substituir estes valores na nossa fórmula Laspeyres da seguinte forma:
{\displaystyle P_{L}={\frac {\sum (p_{c,t_{n}}\cdot q_{c,t_{0}})}{\sum (p_{c,t_{0}}\cdot q_{c,t_{0}})}}={\frac {\sum (p_{c,t_{n}}\cdot {\frac {E_{c,t_{0}}}{p_{c,t_{0}}}})}{\sum E_{c,t_{0}}}}={\frac {\sum ({\frac {p_{c,t_{n}}}{p_{c,t_{0}}}}\cdot E_{c,t_{0}})}{\sum E_{c,t_{0}}}}}
Uma semelhante transformação pode ser feita por qualquer índice.

### Cálculo encadeado vs. desencadeado
Acima de índices de preços foram calculados em relação a uma base fixa no período. Uma alternativa é tomar o período-base para cada período de tempo para ser imediatamente anterior período de tempo. Isso pode ser feito com qualquer um dos índices anteriores. Aqui está um exemplo com o índice de Laspeyres, onde {\displaystyle t_{n}} é o período para o qual queremos calcular o índice e {\displaystyle t_{0}} é um período de referência que ancora o valor da série:
{\displaystyle P_{t_{n}}={\frac {\sum (p_{c,t_{1}}\cdot q_{c,t_{0}})}{\sum (p_{c,t_{0}}\cdot q_{c,t_{0}})}}\times {\frac {\sum (p_{c,t_{2}}\cdot q_{c,t_{1}})}{\sum (p_{c,t_{1}}\cdot q_{c,t_{1}})}}\times \cdots \times {\frac {\sum (p_{c,t_{n}}\cdot q_{c,t_{n-1}})}{\sum (p_{c,t_{n-1}}\cdot q_{c,t_{n-1}})}}}
Cada termo
{\displaystyle {\frac {\sum (p_{c,t_{n}}\cdot q_{c,t_{n-1}})}{\sum (p_{c,t_{n-1}}\cdot q_{c,t_{n-1}})}}}
responde à pergunta "por que o fator de ter os preços aumentaram entre o período de {\displaystyle t_{n-1}} e período {\displaystyle t_{n}}". Estes são multiplicados para responder a pergunta "por que o fator de ter os preços aumentados desde o período {\displaystyle t_{0}}". O índice é o resultado dessas multiplicações, e dá o preço relativo ao período de {\displaystyle t_{0}} preços.
O encadeamento é definido por um índice de quantidade assim como é para um índice de preços.

## Teoria dos números-índice
O índice de preços de fórmulas podem ser avaliados com base em sua relação com conceitos econômicos (como o custo de vida) ou em suas propriedades matemáticas. Vários testes diferentes de tais propriedades têm sido propostas em número de índice de teoria da literatura. W. E. Diewert resumiu a investigação do passado em uma lista de nove testes para um índice de preços {\displaystyle I(P_{t_{0}},P_{t_{m}},Q_{t_{0}},Q_{t_{m}})}, onde {\displaystyle P_{t_{0}}} e {\displaystyle P_{t_{m}}} são vetores de preços dados por um período de base e um período de referência, enquanto {\displaystyle Q_{t_{0}}} e {\displaystyle Q_{t_{m}}} dá as  quantidades para esses períodos.
1. Teste de identidade:
{\displaystyle I(p_{t_{m}},p_{t_{n}},\alpha \cdot q_{t_{m}},\beta \cdot q_{t_{n}})=1~~\forall (\alpha ,\beta )\in (0,\infty )^{2}}
O teste de identidade basicamente significa que se os preços permanecem os mesmos e as quantidades permanecem na mesma proporção entre si (cada quantidade de um item é multiplicada pelo mesmo fator de um ou outro). α {\ displaystyle \ alpha} \alfa , para o primeiro período, ou β {\ displaystyle \ beta} \beta , para o período posterior), o valor do índice será um.

1. Teste de proporcionalidade:
{\displaystyle I(p_{t_{m}},\alpha \cdot p_{t_{n}},q_{t_{m}},q_{t_{n}})=\alpha \cdot I(p_{t_{m}},p_{t_{n}},q_{t_{m}},q_{t_{n}})}
Se cada preço no período original aumenta por um fator α então o índice deve aumentar pelo fator α.

1. Invariância às mudanças no teste de escala:
{\displaystyle I(\alpha \cdot p_{t_{m}},\alpha \cdot p_{t_{n}},\beta \cdot q_{t_{m}},\gamma \cdot q_{t_{n}})=I(p_{t_{m}},p_{t_{n}},q_{t_{m}},q_{t_{n}})~~\forall (\alpha ,\beta ,\gamma )\in (0,\infty )^{3}}
O índice de preços não deve mudar se os preços em ambos os períodos forem aumentados por um fator e as quantidades em ambos os períodos forem aumentadas por outro fator. Em outras palavras, a magnitude dos valores de quantidades e preços não deve afetar o índice de preços.

1. Teste de comensurabilidade:
O índice não deve ser afetado pela escolha de unidades usadas para medir preços e quantidades.

1. Tratamento simétrico de tempo (ou, em medidas de paridade, tratamento simétrico de lugar):
{\displaystyle I(p_{t_{n}},p_{t_{m}},q_{t_{n}},q_{t_{m}})={\frac {1}{I(p_{t_{m}},p_{t_{n}},q_{t_{m}},q_{t_{n}})}}}
Inverter a ordem dos períodos de tempo deve produzir um valor de índice recíproco. Se o índice é calculado a partir do período de tempo mais recente para o período de tempo anterior, deve ser o recíproco do índice encontrado indo do período anterior para o mais recente.

1. Tratamento simétrico de commodities:
Todas as mercadorias devem ter um efeito simétrico no índice. Diferentes permutações do mesmo conjunto de vetores não devem alterar o índice.

1. Teste de monotonicidade:
{\displaystyle I(p_{t_{m}},p_{t_{n}},q_{t_{m}},q_{t_{n}})\leq I(p_{t_{m}},p_{t_{r}},q_{t_{m}},q_{t_{r}})~~\Leftarrow ~~p_{t_{n}}\leq p_{t_{r}}}
Um índice de preços para preços posteriores mais baixos deve ser inferior a um índice de preços com preços mais altos no período posterior.

1. Teste do valor médio:
O preço global relativo implícito pelo índice de preços deve estar entre os menores e maiores parentes de preços para todas as commodities.

1. Teste de circularidade:
{\displaystyle I(p_{t_{m}},p_{t_{n}},q_{t_{m}},q_{t_{n}})\cdot I(p_{t_{n}},p_{t_{r}},q_{t_{n}},q_{t_{r}})=I(p_{t_{m}},p_{t_{r}},q_{t_{m}},q_{t_{r}})~~\Leftarrow ~~t_{m}\leq t_{n}\leq t_{r}}
Dados três períodos ordenados t m {\ displaystyle t_ {m}} t_m , t n {\ displaystyle t_ {n}} t_ {n} , t r {\ displaystyle t_ {r}} t_ {r} , o índice de preços para períodos t m {\ displaystyle t_ {m}} t_m e t n {\ displaystyle t_ {n}} t_ {n} vezes o índice de preços para períodos t n {\ displaystyle t_ {n}} t_ {n} e t r {\ displaystyle t_ {r}} t_ {r} deve ser equivalente ao índice de preços para períodos t m {\ displaystyle t_ {m}} t_m e t r {\ displaystyle t_ {r}} t_ {r} .

## A mudança de qualidade
Frequentemente, os índices de preços capturam mudanças de preço e quantidades de bens e serviços, mas muitas vezes não levam em conta a variação na qualidade de bens e serviços. Isso poderia ser superado se o principal método de relacionar preço e qualidade, a saber, a regressão hedônica, pudesse ser revertido. Então, a mudança de qualidade pode ser calculada a partir do preço. Em vez disso, os órgãos de estatística geralmente usam índices de preço de modelo combinado , em que um modelo de determinado bem é cotado na mesma loja em intervalos de tempo regulares. O método do modelo combinado torna-se problemático quando as agências estatísticas tentam usar esse método em bens e serviços com rápida rotatividade em recursos de qualidade. Por exemplo, os computadores melhoram rapidamente e um modelo específico pode rapidamente se tornar obsoleto. Os estatísticos que constroem índices de preço de modelo combinado devem decidir como comparar o preço do item obsoleto usado originalmente no índice com o item novo e aprimorado que o substitui. As agências estatísticas usam vários métodos diferentes para fazer tais comparações de preços.
O problema discutido acima pode ser representado como tentativa de preencher a lacuna entre o preço por item antigo no tempo t, {\displaystyle P(M)_{t}}com o preço do novo item no posterior período de tempo, {\displaystyle P(N)_{t+1}}.
- A sobreposição de método utiliza preços coletados para ambos os itens em ambos os períodos t e t+1. O preço relativo {\displaystyle {P(N)_{t+1}}}/{\displaystyle {P(N)_{t}}} é usada.
- A comparação direta método assume que a diferença no preço dos dois itens não é devido à mudança de qualidade, de modo que toda a diferença do preço é usado no índice. {\displaystyle P(N)_{t+1}}/{\displaystyle P(M)_{t}} é usado como o preço relativo.
- O link-para-show-no-alterar assume o oposto do método de comparação direta, pois assume que a diferença total entre os dois itens é devido a alteração na qualidade. O preço relativo com base em um link-para-show-no-alteração 1.[14]
- O método de eliminação simplesmente deixa o preço relativo para a alteração do item fora do índice de preços. Isto é equivalente a usar a média de preço de outros preços no índice como o preço relativo para a alteração do item. Da mesma forma, a classe média imputação utiliza a média de preço em relação a itens com características similares (físicos, geográficos, econômicos, etc.) a M e N.[15]

### Manuais
- FMI de Exportação e de Importação de índice de preços
- FMI PPI manual
- OIT CPI manual

### Dados
- PPI dados do BLS